# Войводина (мужской волейбольный клуб)
«Войводина» (серб. Војводина) — мужская команда одноимённого волейбольного клуба из Нови-Сада.

## История
Мужской волейбольный клуб «Воеводина» был создан в 1946 году как структурное подразделение спортивного клуба «Воеводина» из Нови-Сада. Первые 30 лет своего существования команда выступала в любительских лигах, лишь в середине 70-х годов клуб начинает подниматься на вершину волейбола Югославии. В 1977 году клуб завоевал первый трофей — кубок Югославии по волейболу.
В 1988 году «Воеводина» впервые становится чемпионом страны и впервые участвует в еврокубках. В лиге чемпионов ЕКВ 1988/89 команда заняла итоговое 5-е место.
Распад Югославии не оставил команде конкурентов в чемпионате Сербии и Черногории — в 15 сезонах, проведённых в этом турнире, клуб 10 раз становился чемпионом страны. В независимой Сербии команда завоевала титул один раз — в 2007 году. Как чемпион страны, выступала в Лиге чемпионов ЕКВ 2006/07. По результатам 10 встреч команда заняла 5-е место в группе D из 6 возможных, одержав 2 победы.
В 2015 году «Воеводина» стала обладателем европейского кубка Вызова по волейболу.

## Достижения
- 11-кратный чемпион Югославии: 1987/88, 1988/89, 1991/92, 1992/93, 1993/94, 1994/95, 1995/96, 1996/97, 1997/98, 1998/99, 1999/00
- Чемпион Сербии и Черногории: 2003/04
- Чемпион Сербии: 2006/07, 2016/17, 2017/18, 2018/19, 2019/20, 2020/21, 2021/22
- 3-кратный обладатель Кубка Сербии: 2006/07, 2009/10, 2011/12, 2019/20
- 3-кратный обладатель Кубка Сербии и Черногории: 2003, 2004, 2005
- 7-кратный обладатель Кубка Югославии: 1977, 1987, 1992, 1994, 1995, 1996, 1998
- Обладатель Европейского кубка Вызова: 2014/15